# 30240
30240（三万二百四十、さんまんにひゃくよんじゅう）は自然数、また整数において、30239の次で30241の前の数である。

## 性質
- 30240は合成数であり、約数は1, 2, 3, 4, 5, 6, 7, 8, 9, 10, 12, 14, 15, 16, 18, 20, 21, 24, 27, 28, 30, 32, 35, 36, 40, 42, 45, 48, 54, 56, 60, 63, 70, 72, 80, 84, 90, 96, 105, 108, 112, 120, 126, 135, 140, 144, 160, 168, 180, 189, 210, 216, 224, 240, 252, 270, 280, 288, 315, 336, 360, 378, 420, 432, 480, 504, 540, 560, 630, 672, 720, 756, 840, 864, 945, 1008, 1080, 1120, 1260, 1440, 1512, 1680, 1890, 2016, 2160, 2520, 3024, 3360, 3780, 4320, 5040, 6048, 7560, 10080, 15120, 30240である。
  - 約数の和は120960。
  - σ(n) ≧ 4n を満たす n とみたとき2番目の数である。1つ前は27720、次は32760。(ただしσは約数関数)(オンライン整数列大辞典の数列 A023198)
- 約数の和が元の数の4倍になる最小の4倍完全数である。次は32760。
- 8番目の倍積完全数である。1つ前は8128、次は32760。
- 自身の約数の個数を約数にもつ2番目の倍積完全数である。1つ前は1、次は23569920。(オンライン整数列大辞典の数列 A245782)
  - n2 ÷ σ(n) が整数になる25番目の数である。1つ前は26208、次は30256。(ただしσは約数関数)(オンライン整数列大辞典の数列 A090777)
  - 約数の積の値がそれ以前の数を上回る61番目の数である。1つ前は27720、次は32760。(オンライン整数列大辞典の数列 A034287)
- 16番目の調和数である。1つ前は27846、次は32760。
- 4343番目のハーシャッド数である。1つ前は30231、次は30250。
- 30240 = 7! × 6
  - n = 7 のときの n! × 6 とみたとき1つ前は4320、次は241920。
  - n = 7 のときの (n!) × (n − 1) とみたとき1つ前は3600、次は282240。
- 30240 = 6 × 7 × 8 × 9 × 10
  - 5連続整数の積で表せる6番目の数である。1つ前は15120、次は55440。
- 30240 = 1 × 2 × 3 × 4 × 5 × 6 × 7 × 8 × 9 × 10/1 × 2 × 3 × 4 × 5
  - n = 5 のときの (2n)!/n! の値とみたとき1つ前は1680、次は665280。(オンライン整数列大辞典の数列 A001813)
  - n = 10 のときの n!/5! の値とみたとき1つ前は3360、次は332640。(オンライン整数列大辞典の数列 A001725)
- 30240 = 25 × 33 × 5 × 7
  - 4つの異なる素因数の積で p 5 × q 3 × r × s の形で表せる最小の数である。次は47520。(オンライン整数列大辞典の数列 A190475)